# Csépa, Jász-Nagykun-Szolnok
Csépa  este un sat în districtul Kunszentmárton, județul Jász-Nagykun-Szolnok, Ungaria, având o populație de 1.771 de locuitori (2011). 

## Demografie
Componența etnică a satului Csépa
     Maghiari (86,09%)
     Romi (12,52%)
     Necunoscut (0,19%)
     Alții (1,2%)
Componența confesională a satului Csépa
     Romano-catolici (56,47%)
     Fără religie (8,64%)
     Reformați (4,97%)
     Necunoscută (27,89%)
     Alte religii (3,05%)
Conform recensământului din 2011, satul Csépa avea 1.771 de locuitori. Din punct de vedere etnic, majoritatea locuitorilor (86,09%) erau maghiari, cu o minoritate de romi (12,52%). Apartenența etnică nu este cunoscută în cazul a 0,19% din locuitori.  Din punct de vedere confesional, majoritatea locuitorilor (56,47%) erau romano-catolici, existând și minorități de persoane fără religie (8,64%) și reformați (4,97%). Pentru 27,89% din locuitori nu este cunoscută apartenența confesională.